# Methamidophos
Methamidophos ist eine chemische Verbindung aus der Gruppe der Thiophosphorsäureamide und ein Organophosphat-Insektizid.

## Stereoisomerie
Da Methamidophos ein Stereozentrum am Phosphoratom enthält, gibt es zwei Stereoisomere, die sich wie Bild und Spiegelbild verhalten, das (R)-Enantiomer und das (S)-Enantiomer. Als Insektizid wird das Racemat – ein 1:1-Gemisch aus dem  (R)-Enantiomer und dem (S)-Enantiomer – eingesetzt.

## Gewinnung und Darstellung
Methamidophos wird ausgehend von O,O-Dimethylchlorthiophosphat (DMPCT) hergestellt. Dieses reagiert mit Ammoniak und danach mit entweder Dimethylsulfat oder Methyliodid zum Endprodukt.

## Eigenschaften
Methamidophos ist eine farblose kristalline Substanz. Das technische Produkt (etwa 73 % Reinheit) bildet gelbliche bis farblose Kristalle mit einem Schmelzpunkt unter 40 °C. Bei Erhitzung zersetzt sich die Verbindung ohne zu sieden.

## Verwendung
Methamidophos ist ein 1964 von Bayer und 1965 von der Chevron Research Company patentiertes und 1969 eingeführtes systemisch wirkendes Insektizid und Akarizid mit breitem Wirkungsspektrum in zahlreichen Kulturen. Es wird in China in großer Menge beim Anbau von Reis verwendet.

## Zulassung
In den Staaten der EU und in der Schweiz sind keine Pflanzenschutzmittel mit diesem Wirkstoff zugelassen. Das Europäische Arzneibuch legt als Grenzwert für Methamidophos-Rückstände in pflanzlichen Drogen 0,05 mg·kg−1 fest.

## Sicherheitshinweise
Methamidophos zeigte eine sehr hohe akute Toxizität: LD50 (Ratte, oral): 7,5 mg/kg Körpergewicht; LD50 (Ratte, dermal): 69 mg/kg Körpergewicht; LC50 (inhalativ Ratte) 0,063 mg/l Luft (4h). In Tests an Ratten wurden die typischen klinischen Symptome (Speichel- und Tränenfluss, Atemnot, Zuckungen, Krämpfe) einer Cholinesterase-Hemmung beobachtet. Es erwies sich jedoch als nicht haut- und augenreizend und als nicht hautsensibilisierend.